# 高濃度過酸化水素
高濃度過酸化水素（こうのうどかさんかすいそ、High-test peroxide）は、化学式 H2O2 で表される高濃度(85～98%)の過酸化水素。
化学工業や魚雷やロケットの推進剤として利用される。

## 性質
過酸化水素は不安定で酸素を放出しやすく、非常に強力な酸化力を持つヒドロキシラジカルを生成しやすい。過酸化水素は活性酸素の一種ではあるが、フリーラジカルではない。
強い腐食性を持ち、高濃度のものが皮膚に付着すると痛みをともなう白斑が生じる。また、可燃物と混合すると過酸化物を生成、発火させることがある。水に溶けると、分解されるまでは水生生物に対して若干の毒性を持つ。
なお、過酸化水素は消防法第2条第7項および別表第一第6類2号により危険物第6類（酸化性液体）に指定されている。
また、重量％で6％を超える濃度の水溶液は毒物及び劇物取締法により劇物に指定されている。

## 利用
閉鎖系エンジン（非大気依存推進）の酸素源としても利用が検討された。1930年頃からドイツのヘルムート・ヴァルターによって、高濃度過酸化水素の分解により酸素を発生させ内燃機関を作動させるアイディアが研究されヴァルター機関が開発された。各国で開発が進められ、第二次世界大戦中にはドイツでUボートXVIIB型が建造され、大戦後、戦勝国がその成果を持ち帰り、イギリスではエクスプローラー級潜水艦、ソビエト連邦ではS-99が建造され、試験されたが、いずれも成果は芳しくなく、事故を起こした事や、アメリカ海軍において、艦船に搭載可能な原子力機関の開発と成功が先んじたこともあって、ヴァルター機関はそれ以上省みられることなく、潜水艦の水中動力源としては実用化には至らなかった。日本でも第二次世界大戦中にドイツから技術提供を受けてヴァルター機関が研究されたが、実用化される前に終戦を迎えた。また魚雷の動力源としても使用されており、海上自衛隊の72式魚雷やイギリスの21インチ マーク12魚雷やソビエトの65型魚雷で使用された。マーク12魚雷はHMS Sidon、65型魚雷はクルスクでそれぞれ推進剤の高濃度過酸化水素に起因すると見られる事故を起こして搭載艦が沈没している。
その他にもロケット飛行機であるメッサーシュミット Me163のエンジンであるHWK 109-509や秋水の特呂二号原動機、ヴァッサーファル、奮龍、Hs 293誘導弾、ベル ロケット ベルト、X-1、X-15、ブラック・アローの推進剤として使用され、磁気浮上式鉄道のKOMETの1975年の速度試験（401.3km/h）でも使われた。他にV2ロケット、ヴァイキング、レッドストーン、ソユーズロケットでターボポンプの駆動ガスの発生にも使用され、イギリスのアームストロング・シドレー ステンター、アームストロング・シドレー ベータ、ブリストル・シドレー ガンマ、ブリストル・シドレー BS.605、デ・ハビランド スペクター等のロケットエンジンでも酸化剤として使用された。
軍用機以外では、水上速度記録更新を狙ったロケット推進型パワーボート「ディスカバリーII」、2014年11月9日に時速333kmを記録したフランソワ・ギッシー（Francois Gissy）操縦のロケット推進自転車「Kamikaze V」（ギッシーは、2018年5月5日に過酸化水素エンジンを使用した三輪車の試験中に事故死した）の推進剤としても用いられている。

## 事故
1980年3月18日にソビエト連邦のプレセツク宇宙基地で、ターボポンプ駆動用の過酸化水素を充填中のボストーク-2Mロケットが爆発事故を起こし、48人が死亡した。原因はステンレスのフィルターのはんだ付けに純粋な錫を使用せずに鉛の含有する電子部品用のはんだを使用した事だった。鉛自体には過酸化水素を分解する触媒としての働きは無いものの、鉛の酸化物は強力な触媒として作用する。
2000年8月12日にバレンツ海でクルスクに搭載されていた魚雷の推進剤である過酸化水素が不完全な溶接箇所から漏れて爆発してこれが原因で魚雷の弾頭が誘爆してクルスクは沈没した。